# Arschleder

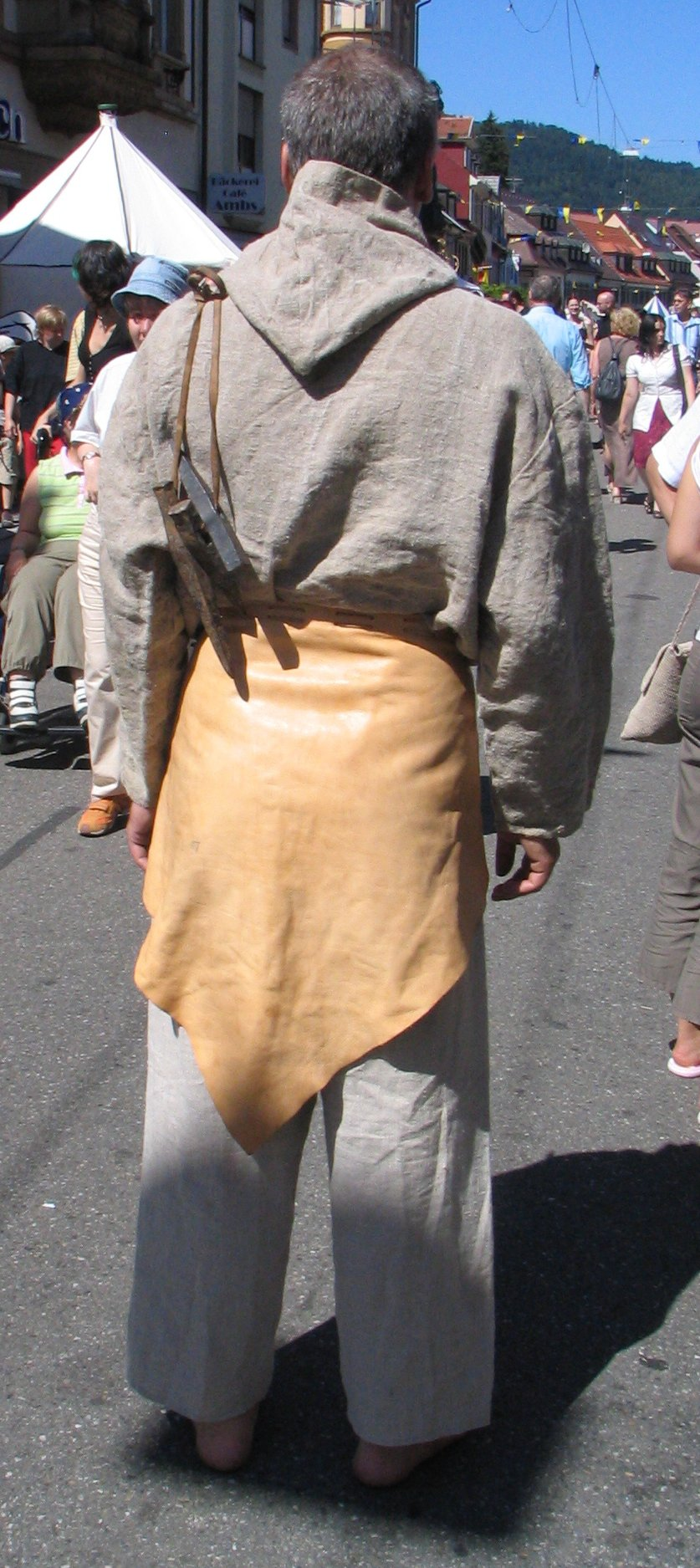
Bergmannstracht mit Arschleder

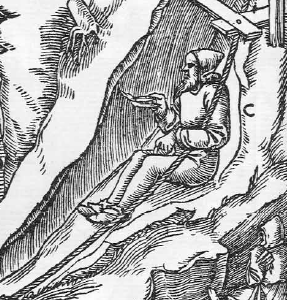
Bergmann, der auf dem Leder einfährt (nach Georg Agricola)

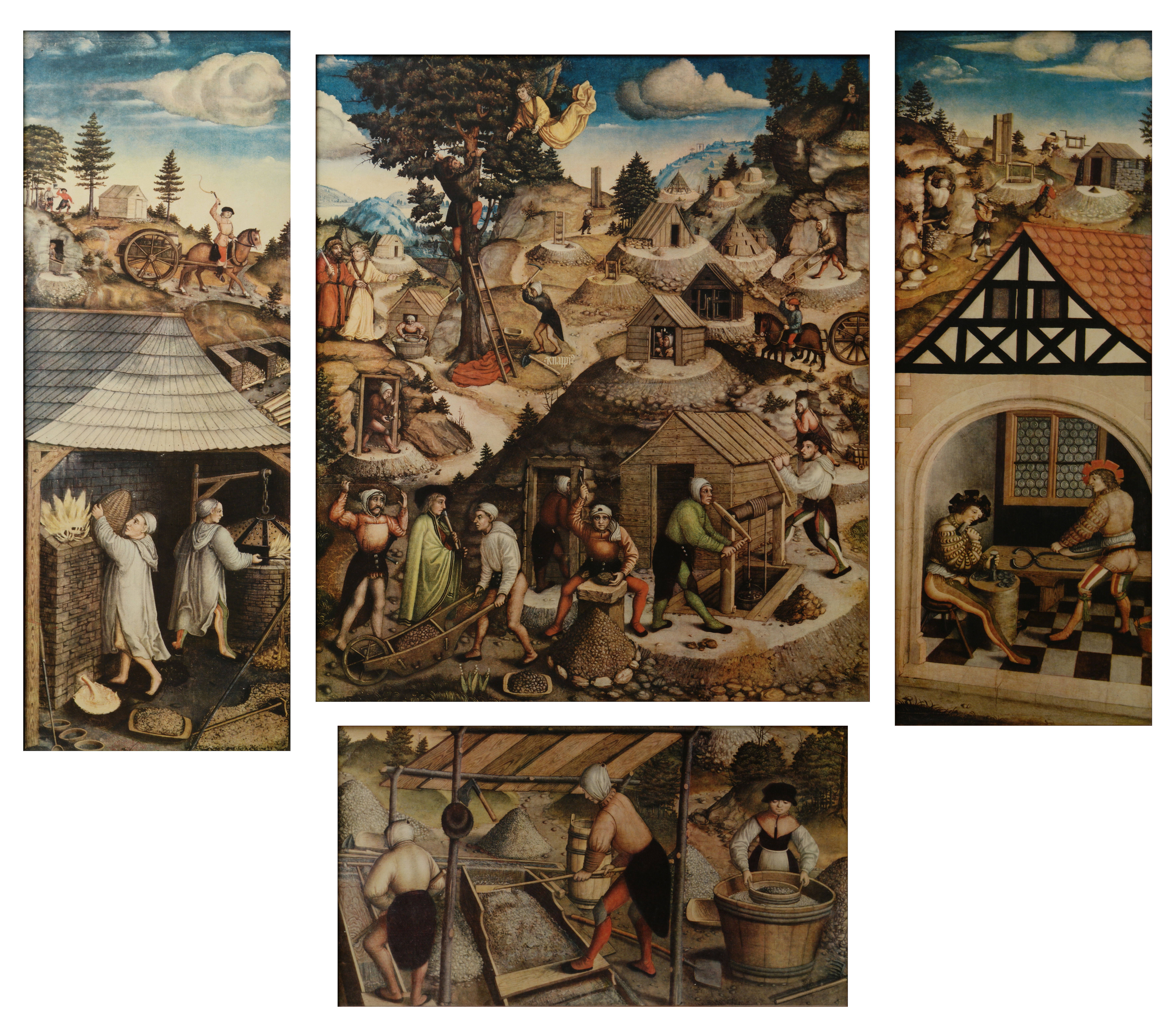
Darstellung von Bergleuten mit Arschleder auf dem Annaberger Bergaltar (1521)

Das Arschleder oder Arsleder,  auch Bergleder, Erzleder, Grubenleder, Rutschleder oder Fahrleder genannt, zählte im Bergbau zur Kleidung des Bergmannes. Es diente als Schutz vor dem Durchwetzen des Hosenbodens sowie gegen Bodennässe und Kälte beim Sitzen. Insbesondere beim Einfahren in tonnlägige Schächte, wenn die Bergleute auf dem Leder die Vertonnung hinabrutschten. Das Arschleder ist ein meist halbrundes Lederstück und wurde am Leibriemen getragen. Die Gestaltung moderner Arschleder ist in der DIN 23307 Gesäßleder für den Bergbau (Arschleder) geregelt.

## Grundlagen und Geschichte
Das Arschleder gelangte im 15. Jahrhundert aus der slowakischen Bergbauregion um Schemnitz (Banská Štiavnica) in die deutschen Bergbauregionen. Frühe bildliche Darstellungen finden sich auf dem Titelblatt des „Bergbüchlein“ von Ulrich Rülein von Calw (1505) und auf dem Bergaltar der St. Annenkirche in Annaberg (1521). Georgius Agricola schrieb in seinem Buch De re metallica (1556):

„So sitzend die Berghäwer auf ihr Arsleder, das um die Lenden gebunden, dahinter herabhanget.“

Das Tragen des Arschleders stand nur Bergleuten, Hüttenleuten und Bergbeamten zu. Anderen Personen außerhalb des Bergbaus war das Tragen des Arschleders nicht gestattet. In einigen Bergregionen wurde es den Bergleuten sogar unter Strafe verboten, sich freiwillig ohne Arschleder in der Öffentlichkeit aufzuhalten. Bergleute, die zum Tragen des Bergleder berechtigt waren, wurden als Bergmann vom Leder bezeichnet. Wurde ein Bergmann aus dem Bergmannsstand ausgestoßen, so nannte man dies das Arschleder abbinden. Er war von diesem Zeitpunkt an nicht mehr zum Tragen des Arschleders berechtigt. Er wurde praktisch „mit fliegendem Kittel davongejagt“. Das Bergleder wurde auch als besonderes Zeichen gewürdigt, indem man nach der erblichen Vermessung von Ausbeutezechen die hierfür fällige Messgebühr für die Bergbedienten und Ratspersonen auf einem neuen Bergleder darbot. Dieses als Erbbereitungsleder bezeichnete Bergleder wurde nach der Zeremonie in Stücke zerteilt und zur Erinnerung an die Teilnehmer der Zeremonie weiter gereicht. Oder man schenkte das Leder nach dieser Zeremonie an einen besonders fleißigen Bergknaben weiter. Wenn besonders mutige Bergleute bei einer gefährlichen Arbeit das Risiko auf sich genommen hatten und ihr Leben bei dem Einsatz riskiert hatten, dann erhielten sie für ihren Einsatz ein neues Arschleder. Das Arschleder stellt dadurch analog zu Schlägel und Eisen ein einigendes Symbol des Bergmannsstandes dar. Später wurde es auch außerhalb der Arbeitstätigkeit in schmuckvollen Ausführungen zum Berghabit (Paradeuniform) bei Bergparaden getragen. Das Arschleder war zudem in einigen Bergbauregionen ein Zeichen eines unterschiedlichen Standes, dies spiegelte sich in Farbe und Ausgestaltung des Bergleders des jeweiligen Trägers wider. Bei bergmännischen Brauchtumsveranstaltungen wird dieses Utensil auch für den sogenannten „Ledersprung“ genutzt. Wenn ein Bergmann während der Arbeit von einem Vorgesetzten ständig streng beaufsichtigt wurde, nannte man diesen Vorgang „Jemandem auf dem Arschleder sitzen“.

## Aufbau und Trageweise
Das Arschleder besteht aus zugerichtetem und geschwärztem Kalbleder oder dickem Rindsleder aber auch aus Corduan. Damit es auch passt, wird es zuvor in die passende, in der Regel halbrunde Form geschnitten. Zur Öffnung hin läuft es in eine Gürtelform aus und wird durch ein Koppelschloss am Körper festgeschnallt. Es gab auch Variationen, bei denen mit einem separaten Gürtel, der mit einer Tscherpertasche versehen war, das Arschleder am Körper getragen wurde. Es gibt für die verschiedenen Anlässe unterschiedliche Arschleder, die unterteilt werden in Anfahr-, Alltags- und Paradeleder. Für die Bergoffizianten gab es für offizielle Anlässe spezielle Arschleder, die mit Silber oder Gold eingefasst waren. Hierfür wurde das ungefütterte Paradeleder mit einer silbernen oder goldenen Rundschnur eingefasst. Besonders hochgestellte und vornehme Bergbeamte ließen sich ihr Arschleder mit seidenem Stoff ausfüttern. Die Bergleute trugen ihr Arschleder um die Hüfte geschnallt nach hinten gedreht. Von Hüttenarbeitern wurde das Arschleder nach vorne, ähnlich einer Schürze getragen.

## Eingang in Volkskunst, Musik und Sonstigem
Das Arschleder des Bergmannes ist in die Gestaltung von Räuchermännchen und Nussknackern aus dem Erzgebirge eingeflossen. Es hat auch seinen Eingang ins bergmännische Liedgut gefunden. So heißt es in der letzten Strophe der im Ruhrgebiet, an der Saar und anderen Bergbauregionen gesungenen Fassung des Steigerlieds: 

„Bergleut, Bergleut sein kreuzbrave Leut’
denn wir tragen das Leder vor dem Arsch bei der Nacht
denn wir tragen das Leder vor dem Arsch bei der Nacht
und saufen Schnaps, und saufen Schnaps.“

Außerdem wurde das Arschleder in einem bergmännischen Schalkslied aus dem 17. Jahrhundert besungen. 

„Ich hab ein Arschleder, es hat kein gut Fell,
es war ein alter Hund, er kunnt nit mehr belln,
und wenn ich ihm nicht hätt das Fell abgezogen
so wär damit der Schneider betrogen“

Letztendlich wurde das Arschleder auch bei Kundgebungen genutzt, indem man es an eine lange Stange band, die dann hochgehalten wurde und so den Zug der Bergleute anführte.

## Weitere Verwendungen
Im Lenkdrachensport kommt das Arschleder insbesondere beim Powerkiting mit zugkräftigen Drachen zum Einsatz. Der Pilot setzt sich auf den durch das Arschleder geschützten Hosenboden und lässt sich vom Drachen über geeigneten Untergrund (Wiese) ziehen.